# Бакинская городская дума
Бакинская городская дума — орган городского самоуправления в Баку с 1878 до 1918 год.

## Предыстория
В 1806 году после завоевания Бакинского ханства Российской империей, было введено управление Бакинского коменданта. В административном отношении бакинский комендант подчинялся главноуправляющему в Грузии, а с 1824 года — Военно-окружному начальнику мусульманских провинций, резиденция которого находилась в городе Шуше. В апреле того же года[какого?] Главнокомандующему войсками в Грузии и Дагестане графу Гудовичу был поручено учредить в сем городе временное правительстве под председательством российского коменданта, там находящегося, придав ему помощников… Сии доходы должны быть обращаемы как на чрезвычайные расходы, так и на общеполезные, которы могут со временем послужить к расширению торговли. Резиденцией коменданта был Баку, представлявший собой в то время небольшой портовый город с населением в 2235 человек, не учитывая население окрестных сёл.
В феврале 1812 года было издано «Постановление о городском суде для крепости Баку с округом», на основе которого был создан Бакинский городской суд, обладавший не только судебной властью, но одновременно являвшийся и административным органом. Суд решал хозяйственные дела комендантского управления, составлял сметы городских доходов, контролировал строительство в городе и тому подобное. В 1823 году Главнокомандующим на Кавказе генералом от инфантерии Ермоловым было составлено «Постановление о городовом положении», на основе которого были утверждены штаты городского суда, в состав которого входили: председатель (комендант), четыре заседателя, избиравшиеся на год, по два от бекского сословия и от городских старшин, письмоводитель, мирза (помощник) и писари.

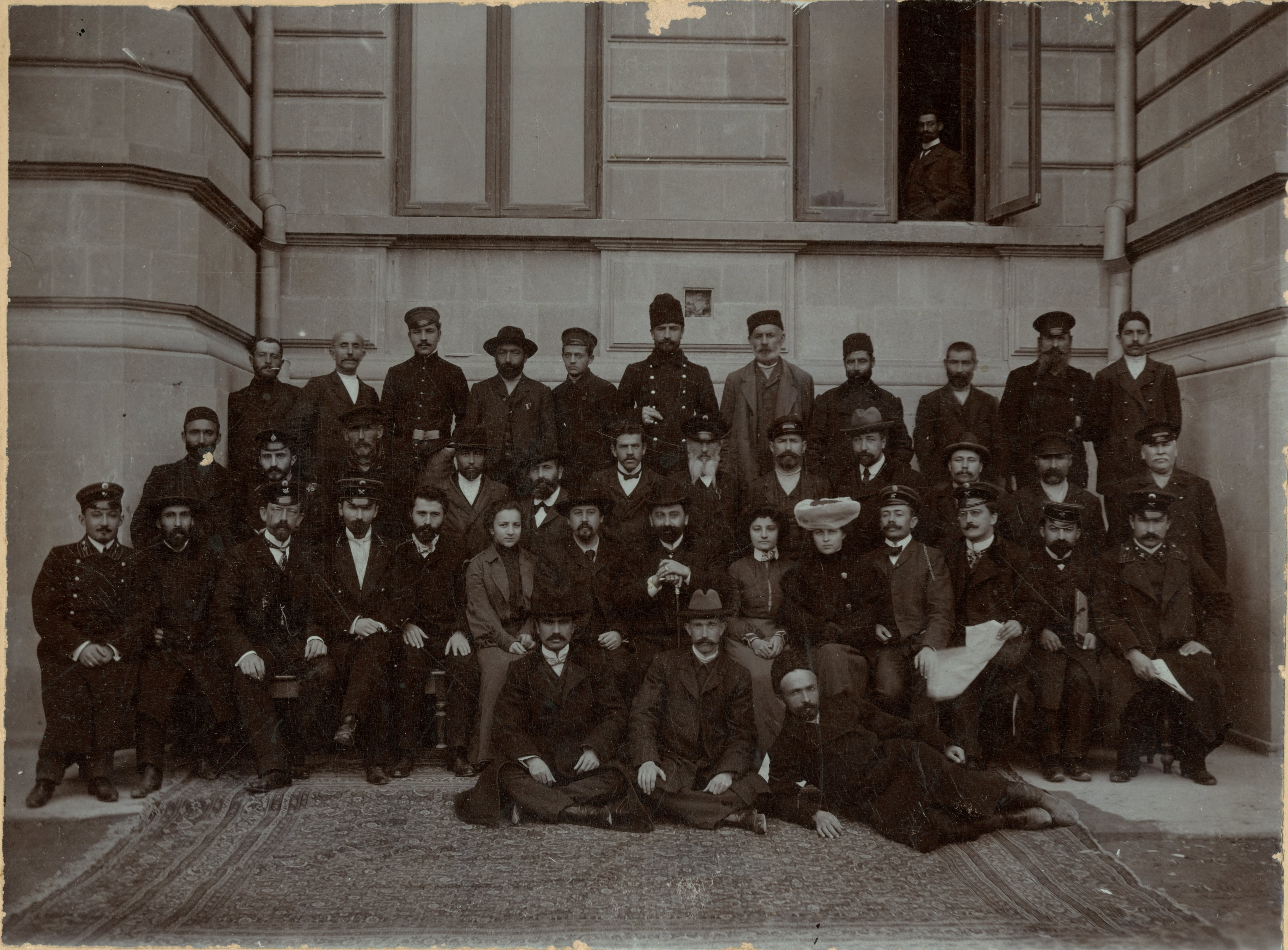
Члены Бакинской городской управы перед её зданием, 1910 г.: во втором ряду слева М.-Г. Гаджинский (2-й), справа И. Плошко (3-й). Имена остальных неизвестны

С 1828 года заседатели стали избираться на 3 года. 
Бакинский городской суд был упразднён на основании «Учреждения для управления Закавказским краем» от 10 апреля 1840 года. В том же году была ликвидирована система комендантского управления. Обязанности комендантов возлагались на начальников гарнизонов городов до упразднения крепостей Кавказского военного округа по указу царя от 21 октября 1867 года. В соответствии с законом от 10 апреля 1840 года Баку был отнесён к средним городам и состав управления им был представлен городничим, двумя депутатами от города, двумя квартальными надзирателями и 10 полицейскими. Городские депутаты избирались сроком на один год из числа состоятельных горожан. 
6 декабря 1859 года в связи с разрушительным землетрясением в Шемахе последовал указ о преобразовании Шемахинской губернии в Бакинскую. Этим же указом Баку был возведён в степень губернского города, что сыграло большую роль в его экономическом и политическом развитии и повлекло за собой изменение в системе управления городом. Для непосредственного управления городом была образована Бакинская городская полиция, возглавлявшаяся полицмейстером. В состав полиции вошли: 2 пристава (исполнительный и следственный), 4 квартальных надзирателя, базарный смотритель, конные и пешие есаулы. В 1867 дела по заведованию городскими доходами и расходами были переданы Общим присутствиям уездных полицейских управлений по городским делам. Лишь в 1875 году в Баку была создана отдельная, неподведомственная уездному управлению городская полиция под председательством полицмейстера. Городское хозяйство перешло в её ведение. Главными статьями дохода являлись сборы с городского имущества и оброчных статей, оценки недвижимого имущества, за право торговли и промысла. 95 % всех городских расходов приходилось на содержание администрации. Проект Городового положения был подготовлен в 1864 году. До марта 1866 года он обрабатывался и обсуждался после чего был представлен на рассмотрение Государственного Совета. 16 июля 1870 года Городовое положение было окончательно утверждено. Оно отвергло принцип представительства и сохранило в полной мере имущественный ценз.

## Создание Бакинской городской думы
Применение к Азербайджану нового закона тянулось под предлогом «местных особенностей». К 1873 году численность населения Баку составляла 86 601 человек. В 1877 году при общей сумме дохода 92 749 рублей на здравоохранение было выделено 5095 рублей (5,4 % всего дохода), на народное образование — 3179 рублей (3,4 % от общей суммы), а на благоустройство города — 9812 рублей (11,2 % всего дохода). Бакинская Дума, учреждённая в декабре 1877 года, начала свою деятельность 8 января 1878 года. Первыми выборами в Думу руководили избиратели второго разряда Г. З. Тагиев, Неймат Сеид оглы и Абдулсалим бек Гаджинский. Заседания открывались в 20 : 30 и через 2 часа закрывались. Компетенция органов самоуправления была ограничена только местными вопросами. Из-за отсутствия принудительной власти городские органы самоуправления находились в полной зависимости от местной полиции. Осуществлённая в 1892 году контрреформа превратила городскую управу в коллегию, а Думу — в простой совет при управе.

## Деятельность думы
Не раз мусульманское население города возбуждало ходатайства об уравнении их в правах с христианами в делах самоуправления. В декабре 1900 года в закон было внесено изменение, согласно которому численность депутатов от мусульман составляла половину всего состава Думы. Наместник на Кавказе И. И. Воронцов-Дашков письмом на имя Бакинского градоначальника от 28 января 1911 года, разрешил провести выборы без ограничений для мусульман. На работу Думы немалое влияние оказывали представители капитала мусульман, такие как Г. З. Тагиев. Гласными думы в разное время были Мовсум бек Ханларов, Гасан бек Меликов, Фаррух бек Везиров, Мамед Гасан Гаджинский, Алимардан бек Топчибашев, Мешади Азизбеков, Лианозов Степан Георгиевич и т. д. Следует отметить, что за все годы существования Бакинской городской думы ни один мусульманин не был избран на должность городского головы, за исключением редких случаев временного исполнения обязанностей.
Положение, согласно которому мусульман и христиан в Бакинской думе должно быть поровну, отменено в накануне выборов 1907 года. На состоявшихся в марте 1907 года выборах мусульман было избрано в думу в количестве 50 гласных, христиан −31. См. газета «Каспій» № 60 за 1907 год